# Орден Чёрного орла (Албания)
Орден Чёрного орла (алб. Urdhëri i Shqiponjës së Zezë) — высшая награда княжества Албания.

## История
Орден учреждён князем Вильгельмом Видом 26 марта 1914 года в качестве общегражданской награды за выдающиеся заслуги перед князем и государством. После бегства князя из Албании орден угас.
Орден имел четыре степени:
- Большой крест
- Командор со звездой
- Командор
- Кавалер

Также к ордену принадлежала медаль в трёх степенях (золотая, серебряная и бронзовая).

## Знаки ордена
Знак Большого креста — фигурная восьмиконечная звезда белой эмали; в центре звезды — круглый медальон с широким ободком. С лицевой стороны знака в центре медальона красной эмали — увенчанный золотой пятиконечной звёздочкой чёрный двуглавый орёл с золотыми клювами, глазами и лапами; на ободке красной эмали — девиз «BESE E BASHKIM» («Верность и Единение»). С оборотной стороны знака в центре медальона в золотом поле вензель князя Вильгельма; на ободке красной эмали — надпись «ME 26 TE MARSIT 1914». Знак увенчан княжеской короной.
Знак командоров аналогичен знаку Большого креста, но лучи звезды покрыты красной эмалью.
Знак кавалера — фигурная шестиконечная звезда без эмали; в центре звезды — круглый медальон, аналогично старшим степеням.
К знакам, пожалованным за боевые заслуги, прилагались по два скрещенных меча.
Звезда Большого креста имеет вид знака Большого креста, без короны. Звезда командора имеет вид знака командора, без короны.
Медаль ордена — круглая, без эмалей. С лицевой стороны изображён увенчанный пятиконечной звёздочкой двуглавый орёл, держащий в лапах пучки стрел. Орёл окружён надписью «BESE E BASHKIM». С оборотной стороны изображён коронованный вензель князя Вильгельма, окружённый надписью «ME 26 TE MARSIT 1914».
 Лента ордена чёрная, с широкими красными полосами по краям.

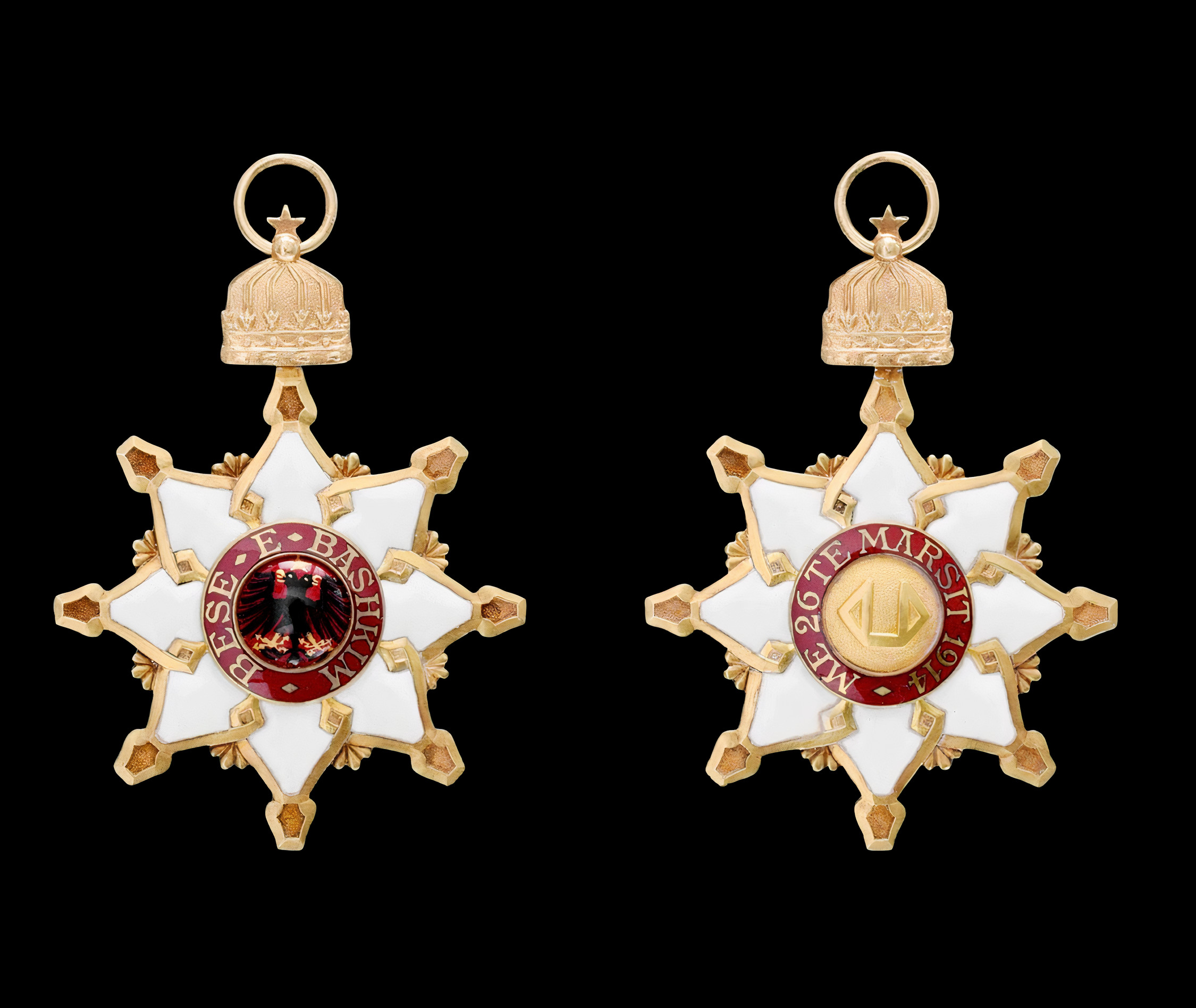
Знак Большого креста
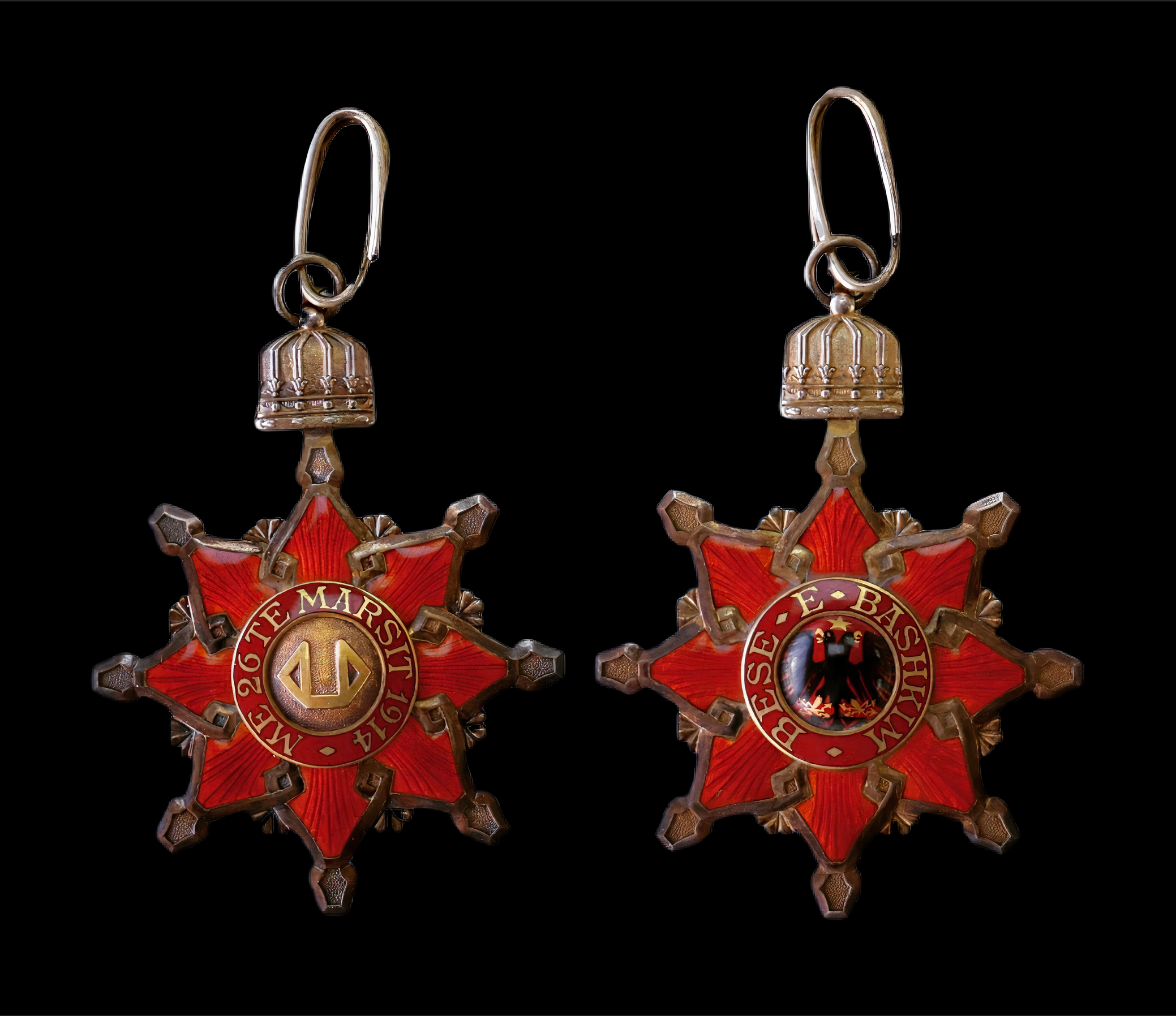
Знак командора
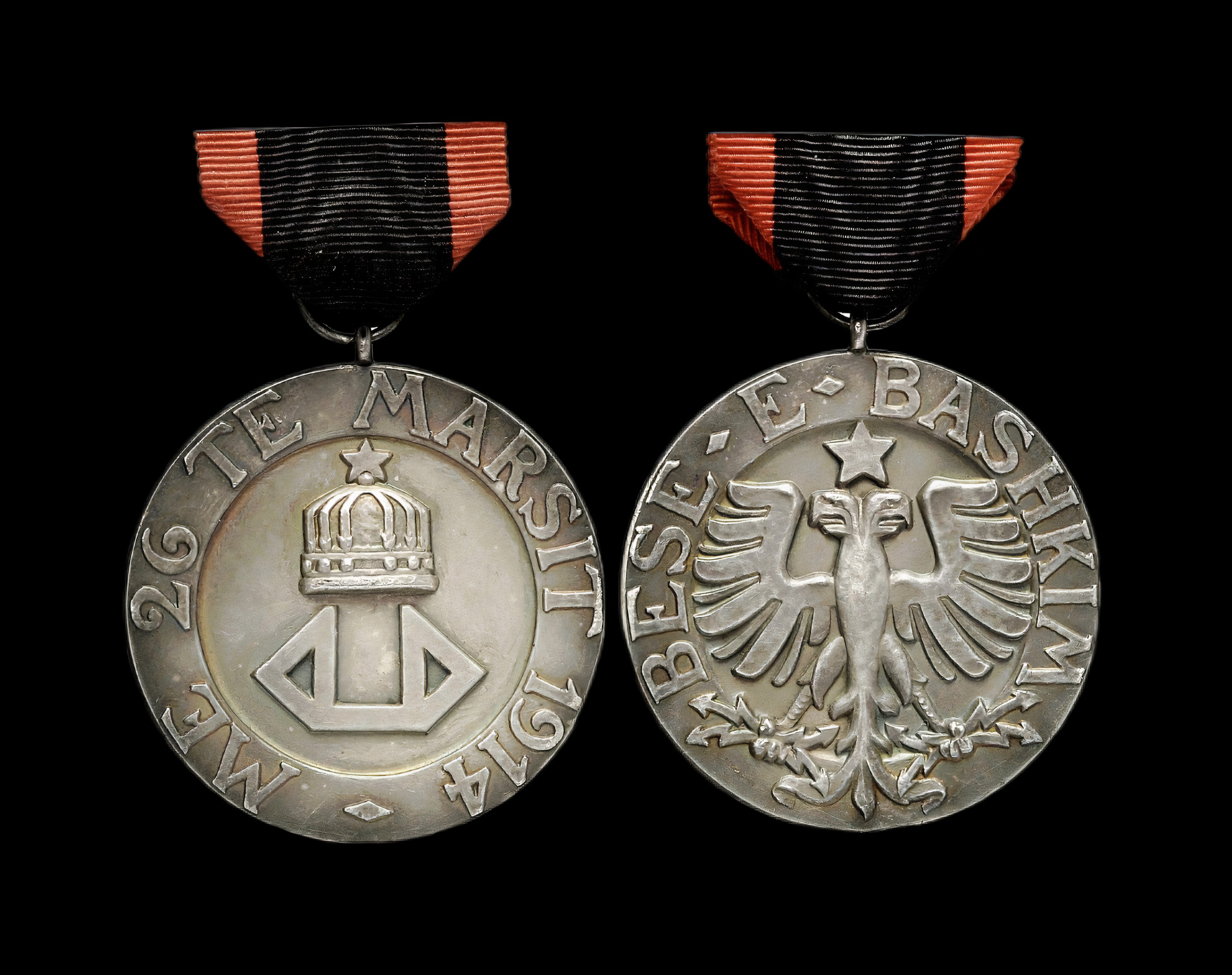
Медаль ордена